# Quintus Mucius Scaevola Augur
Quintus Mucius Scaevola Augur var en romersk konsul 117 f. Kr.
Quintus Mucius försökte i inbördesstriderna inta en opartisk hållning mellan partierna och uppträdde även mot Sulla med stort mod i senaten. I enlighet med släktens traditioner var även denna Mucius en framstående jurist. Cicero räknas bland hans lärjungar.